# Žabí kôň
Žabí kôň je nejnižší věž o nadmořské výšce 2291 m v pohraničním hřebeni nad Mengusovskou dolinou. Byl považován za jeden z nejhůře dostupných tatranských štítů. Jeho charakteristickou siluetu je často vidět pod vyšší oblačností, zachycenou Mengusovskými štíty a Rysy. Horolezecké výstupy jeho stěnami a i ostrým hřebenem jsou dodnes vyhledávány pro pevnou skálu a expozici na obě strany.

## Původ názvu
Jméno „kôň“ vymyslel K. Bachleda, přívlastek pochází od Žabích ples na slovenské straně. Německý název Simonturm i maďarský Simon-torony pochází od křestního jména prvovýstupce Simona Häberleina.

## Topografie
Nachází se v hlavním hřebeni Tater, severní – polská – stěna je nad kotlinou Mořského Oka. Od Rysů ho odděluje Žabí sedlo, od Žabí veže Vyšné Žabie sedlo.

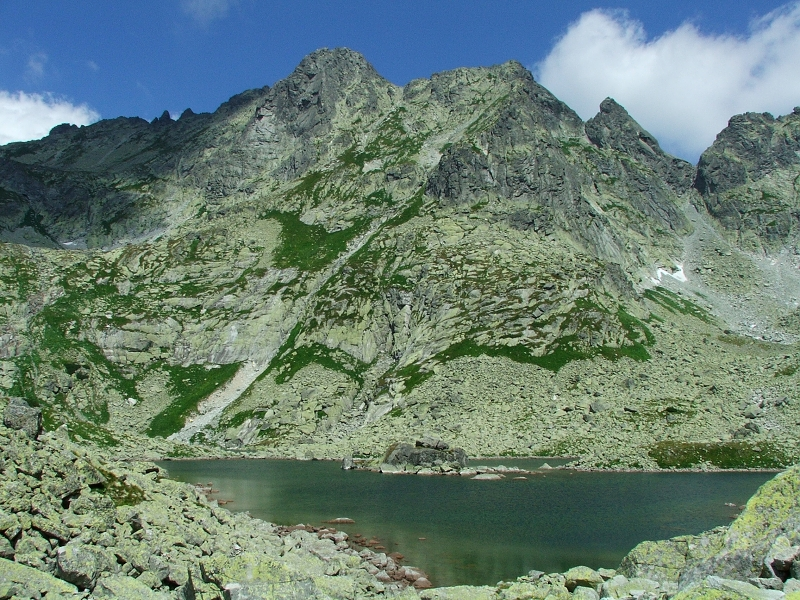
Zprava Žabí kôň, Žabia veža a Volia veža, dole Velké Žabí pleso Mengusovské.

## Zajímavé výstupy
- 1905 Prvovýstup Katherine Bröskeová a Simon Häberlein jižní stěnou IV.
- 1907 Prvovýstup Zygmunt Klemensiewicz, Roman Kordys a Aleksander Znamiecki východním hřebenem III. Dodnes je považován za nejkrásnější hřebenovou túru ve Vysokých Tatrách.
- 1907 Při slaňování z vrcholu se na hřebenové túře zabil J. Wachter, když se s ním utrhla smyčka, kterou tam tři dny předtím nechali Poláci.
- 1929 Prvovýstup severní stěnou W. Stanislawski, L. Skotnicówna a B. Czech, V+. Byl považován za nejtěžší výstup své doby.